# Borghorster Venn
Koordinaten: 52° 9′ 34″ N, 7° 25′ 39″ O
Das Naturschutzgebiet Borghorster Venn liegt auf dem Gebiet der Stadt Steinfurt im Kreis Steinfurt in Nordrhein-Westfalen. Das Gebiet erstreckt sich nordöstlich der Kernstadt Steinfurt. Nordöstlich verläuft die Landesstraße 583, südöstlich die L 590, südwestlich die L 559 und westlich die L 578. Östlich erstreckt sich das 150,1 ha große Naturschutzgebiet Wiesen am Max-Clemens-Kanal und nordöstlich das 341,7 ha große Naturschutzgebiet Emsdettener Venn.

## Bedeutung
Für Steinfurt ist seit 1984 ein 98,02 ha großes Gebiet unter der Kenn-Nummer ST-037 als Naturschutzgebiet ausgewiesen. Das Gebiet wurde unter Schutz gestellt zur Erhaltung, Entwicklung und Wiederherstellung von Lebensgemeinschaften und Biotopen, insbesondere von seltenen und z. T. stark gefährdeten landschaftsraumtypischen Pflanzen- und Tierarten in einem ehemaligen Hochmoor mit Beständen an Bruchwald, Feucht- und Trockenheide und von seltenen, zum Teil gefährdeten Wat- und Wiesenvögeln, Amphibien, Reptilien und Wirbellosen sowie Pflanzen und Pflanzengesellschaften des offenen Wassers und des feuchten Grünlandes.